# Isla Merino Jarpa
Isla Merino Jarpa är en ö i Chile.   Den ligger i regionen Región de Aisén, i den södra delen av landet, 1 600 km söder om huvudstaden Santiago de Chile. Arean är 625 kvadratkilometer.
Terrängen på Isla Merino Jarpa är lite bergig. Öns högsta punkt är 1 142 meter över havet. Den sträcker sig 20,6 kilometer i nord-sydlig riktning, och 54,0 kilometer i öst-västlig riktning.
Trakten runt Isla Merino Jarpa består i huvudsak av gräsmarker. Trakten runt Isla Merino Jarpa är nära nog obefolkad, med mindre än två invånare per kvadratkilometer.